# Gasteria glauca
Gasteria glauca är en grästrädsväxtart som beskrevs av Van Jaarsv. Gasteria glauca ingår i släktet Gasteria och familjen grästrädsväxter. Inga underarter finns listade i Catalogue of Life.